# Geofrey Nyeko
Geofrey Nyeko est un boxeur ougandais né le 2 février 1959.

## Carrière
Aux Jeux olympiques d'été de 1980 à Moscou, Geofrey Nyeko est éliminé au deuxième tour dans la catégorie des poids plumes par l'Est-Allemand Richard Nowakowski.
Il est médaillé d'argent aux championnats d'Afrique de Kampala en 1983 dans la catégorie des poids plumes.
Aux Jeux olympiques d'été de 1984 à Los Angeles, il est éliminé au troisième tour  dans la catégorie des poids plumes par l'Américain Pernell Whitaker.